# Henri Balenga
Mbala Henri Balenga (17 december 1966) is een gewezen Congolese voetballer die op de positie van aanvaller speelde. Hij nam deel aan het Afrikaans kampioenschap voetbal 1992. In clubverband speelde hij voor Boom FC, KAA Gent, KSV Waregem, RE Virton en F91 Dudelange.